# Bildungswerk der Erzdiözese Köln
Das Bildungswerk der Erzdiözese Köln e. V. ist Träger von Weiterbildungs- und Medieneinrichtungen im Bereich des Erzbistums Köln.

## Vereinsstruktur
Der Verein hat die Aufgabe, Veranstaltungen der Erwachsenenbildung, der Familienbildung und der Medienarbeit einschließlich der Veranstaltung von Rundfunk durchzuführen. Er wurde am 17. Oktober 1975 gegründet. Mitglieder können natürliche und juristische Personen sowie nicht rechtsfähige Einrichtungen werden, die in der Erzdiözese Köln Aufgaben der Erwachsenenbildung, der Familienbildung im Sinne der Kinder- und Jugendhilfe und der Medienarbeit wahrnehmen. Mitglieder sind zurzeit jeweils ein Vertreter des Diözesanrats der Katholiken im Erzbistum Köln, der Katholischen Landvolkbewegung im Erzbistum Köln, der Katholischen Frauengemeinschaft Deutschland (kfd) –  Diözesanverband Köln, der Gemeinschaft Katholischer Berufstätiger Frauen im Erzbistum Köln, der Gemeinschaft katholischer Männer (GKM) – im Erzbistum Köln und des Diözesan-Caritasverbandes für das Erzbistum Köln e. V., außerdem als persönliches Mitglied Julia Steinfort-Diedenhofen (Katholische Hochschule NRW, Abt. Köln). Geborene Mitglieder sind die Leiter der Hauptabteilung Seelsorge, der Abteilung Erwachsenenseelsorge und der Abteilung Bildung und Dialog des Erzbischöflichen Generalvikariats Köln. Sitz des Vereins ist Köln, Vorsitzende ist Petra Dierkes, Geschäftsführer Gerd Bales.

## Einrichtungen des Vereins
Das Bildungswerk der Erzdiözese Köln e. V. ist Träger
- der Katholischen Bildungswerke
- der Katholischen Familienbildungsstätten
- des Domradios in Köln.

Das Bildungswerk der Erzdiözese Köln e.V. erreicht nach eigenen Angaben über seine 9 Katholischen Familienbildungsstätten und 11 Katholischen Bildungswerke mit 10.000 Veranstaltungen jährlich 160.000 Teilnehmer. Über 3000 freiberufliche Referenten arbeiten jährlich für die Einrichtungen. Damit ist es einer der größten Weiterbildungsanbieter in Nordrhein-Westfalen. Die Bildungsangebote decken ein weites Spektrum an gesellschaftspolitisch relevanten Themen ab wie Glaubens-, Werte und Sinnfragen, Geburt und Erziehung, Haushalt, Medien, Kultur und berufsbezogene Qualifizierung. Das Bildungswerk der Erzdiözese Köln e.V. ist anerkannte Weiterbildungseinrichtung nach WbG und AWbG. Sein Qualitätsmanagement ist zertifiziert nach DIN EN ISO 9001.

## Vorsitzende
- Heinz-Josef Nüchel (1976–1991)
- Erwin Müller-Ruckwitt (1991–1999)
- Peter Roos (1999–2003)
- Kurt Koddenberg (2003–2010)
- Msgr. Robert Kleine (2010–2012)
- Msgr. Markus Bosbach (2012–2015)
- Petra Dierkes (2015–2024)
- seit Juli 2024: Simon Schmidbaur

Pädagogischer Leiter ist Stefan von der Bank.